# Pepe Gotera y Otilio
Pepe Gotera y Otilio, cuyo nombre completo es Pepe Gotera y Otilio, chapuzas a domicilio, es una serie de historietas creada en 1966 por Francisco Ibáñez que muestra las cómicas aventuras de dos obreros chapuceros y desastrosos.

## Trayectoria editorial
La primera historieta de los chapuzas apareció el 2 de abril de 1966 en el número 269 de Tío Vivo, convirtiéndose en unos de los personajes más populares del autor.
En 1985 tuvieron su propia revista homónima de corta vida (8 números) donde se publicó la historieta larga apócrifa El castillo de los Pelhamcudy, de Juan Martínez Osete.
Existen varios recopilatorios de sus historietas como el n.º 1 de la antigua Colección Olé (1971) y el n.º 13 de la sección varios de la nueva colección Olé.

## Personajes
Los personajes principales son los que dan título a la historieta, Pepe Gotera y Otilio, que forman una particular empresa de reparaciones y chapuzas.
- Pepe Gotera es el jefe, el capataz, en resumen, el que mira y manda sin mancharse las manos, sin intervenir mucho. Siempre lleva un bombín rojo y bigote a lo Groucho Marx.

- Otilio es el currante, aunque piensa más en la hora del bocadillo que en ponerse a trabajar. Es gordo, con gorra y mono azul. Al comienzo de todas las historietas se le ve comiendo platos completamente absurdos por lo excesivos que son (un bocadillo de elefante, de ballena, de vaca, etc.), y más tarde, durante el trabajo que se le encarga, aparece ejecutando recalcitrantes y rústicos métodos para llevar a cabo la obra. Además tiene una fuerza descomunal que le sirve fundamentalmente para multiplicar sus destrozos.

En realidad ninguno trabaja, y lo que sí que hacen es provocar líos y toda clase de desastres en los lugares que visitan, tales como derrumbes, inundaciones, explosiones y muchas más variantes.
Al igual que en Mortadelo y Filemón, es siempre Pepe Gotera, el jefe, quien acaba pagando las meteduras de pata de su socio, y debido a su ineptitud la mayor parte de las historietas acaban con una carrera en la última viñeta, siempre con Otilio delante y con un cliente enfurecido por el resultado detrás.

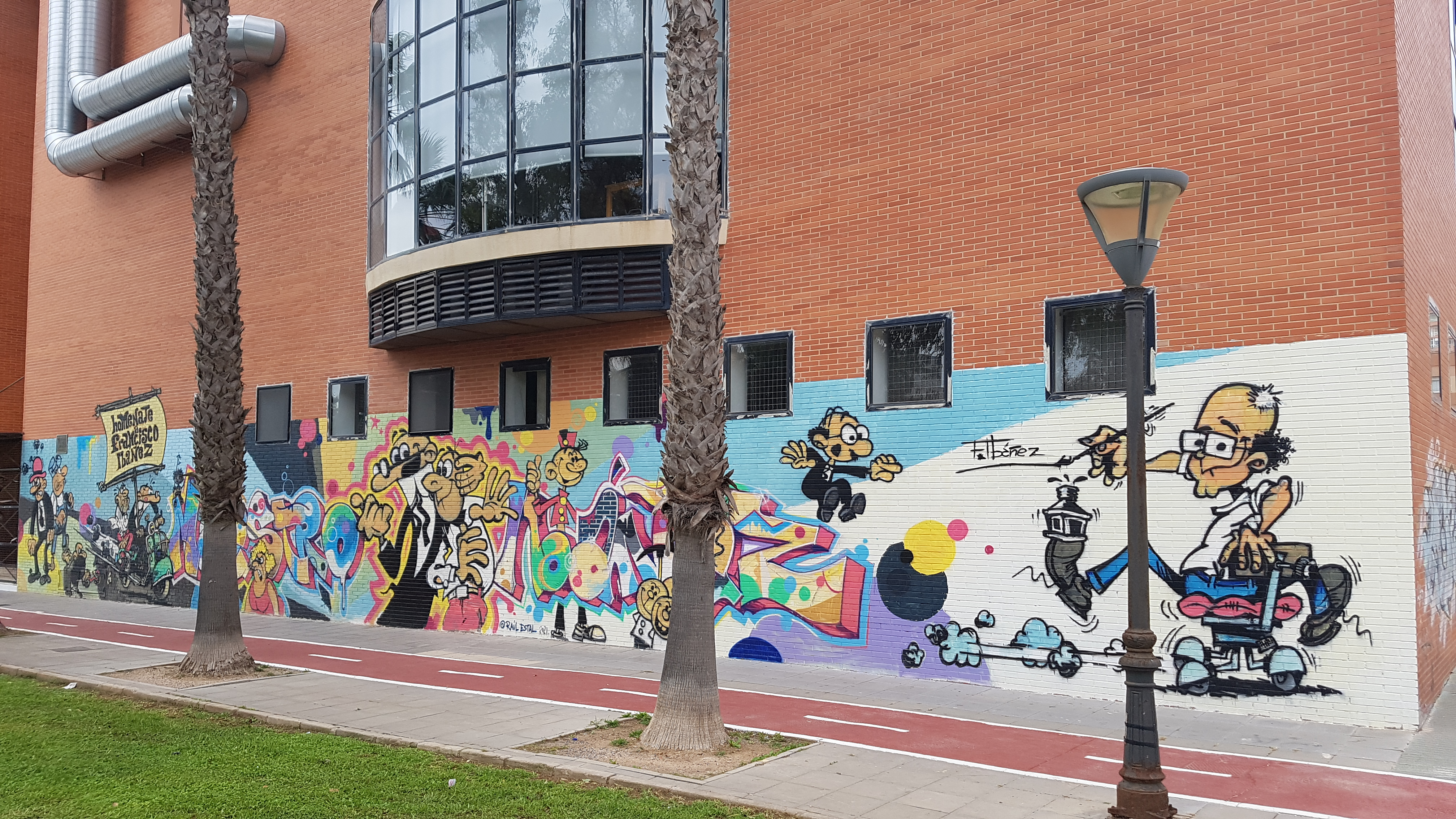
Pepe Gotera y Otilio, el Profesor Bacterio, Mortadelo y Filemón en moto, Ofelia, otra vez Mortadelo y Filemón, el Botones Sacarino, los niños malos del 3º derecha de 13, Rue del Percebe, Rompetechos y el propio Ibáñez representados en un mural de Cartagena.

## Influencia
Varios críticos televisivos han comentado que la serie Manos a la obra, emitida por Antena 3 desde 1998 hasta el 2001, está inspirada en esta historieta.